# Johnny Leach

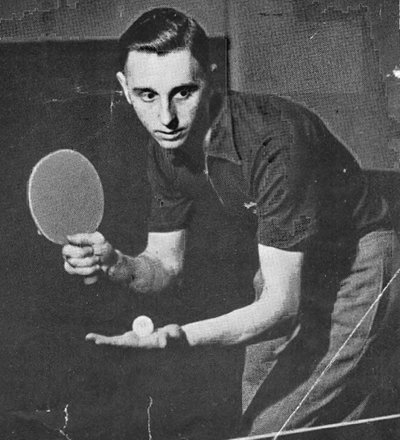
Johnny Leach (tussen 1939 en december 1943)

Johnny Leach (Londen, 20 november 1922 – 5 juni 2014) was een Engels tafeltennisser. Hij werd in Stockholm 1949 en Wenen 1951 wereldkampioen enkelspel en leidde in Boekarest 1953 de Engelse ploeg naar het goud voor landenteams. Aan het einde van zijn carrière nam de Engelsman in 1960 en 1962 nog (weinig succesvol) deel aan de pas opgerichte Europese kampioenschappen.
Leach ontving in 1966 de Orde van het Britse Rijk. Hij werd in 1997 opgenomen in de ITTF Hall of Fame.

## WK-successen
Hoewel Leach' beide wereldkampioenschappen volgden op een jaar dat zijn landgenoot Richard Bergmann de wereldtitel won, was zijn toernooizege de eerste van een geboren Engelsman 
sinds die van Fred Perry in 1929. Bergmann was namelijk een geboren Oostenrijker, die naar Engeland vluchtte voor de nazi's. Leach versloeg in de finale van 1949 de Tsjechoslowaaks tweevoudig wereldkampioen  Bohumil Váňa. Twee jaar later won hij de eindstrijd van diens landgenoot Ivan Andreadis. In 1953 versloeg hij in de finale voor landenteams (met onder meer ook Bergmann in de ploeg) de Hongaren. In totaal nam de Engelsman deel aan veertien WK's tussen 1947 en 1963.

## Verloren finales
De wereldtitel voor landenteams was voor Leach (evenals voor Bergmann) een sportieve revanche voor de finale van een jaar daarvoor, waarin juist de Hongaren aan het langste eind trokken. Dat was niet de enige verloren eindstrijd op een WK voor Leach. Tijdens zijn eerste wereldkampioenschap in Parijs 1947 haalde hij samen met Jack Carrington meteen de dubbelspelfinale. Daarin kaapte Bohumil Váňa samen met Adolf Šlár het goud voor zijn neus weg. Ook in Bombay 1952 en 1953 stond Leach in de eindstrijd voor mannendubbels en beide keren was zilver wederom zijn deel. De eerste keer waren hij en Bergmann niet opgewassen tegen het Japanse duo Norikazu Fujii/Tadaki Hayashi, het jaar daarop konden ze niet opboksen tegen de Hongaren Jozséf Koczian en Ferenc Sidó. Diezelfde Sidó zat Leach een jaar eerder ook al dwars, toen hij samen met Diane Rowe zijn enige gemengd dubbelfinale verloren zag gaan tegen de Hongaar en Angelica Rozeanu.

## Post-carrière
Leach werd nog gedurende zijn actieve loopbaan in de jaren vijftig manager van een bedrijf dat tafeltennisbatjes produceerde. Toen hij stopte met spelen werkte hij onder meer voor de English Table Tennis Association en als bondscoach van het Engelse nationale team. Leach was ook een tijd lang voorzitter van de Engelse tafeltennisbond.
Hij overleed in 2014 op 91-jarige leeftijd.